# The Physical World (The Sound)
The Physical World, pubblicato nel gennaio del 1980, è un EP in studio dei The Sound, il primo prodotto discografico ufficiale pubblicato dalla band. 

## Produzione
Le tre tracce che lo compongono furono registrate agli Elephant Studios di Londra alla fine del 1979 grazie ai soldi realizzati dal produttore Stephen Budd, amico e sostenitore di Adrian Borland, pubblicando con la sua etichetta Tortch-R materiale del progetto parallelo di Borland e Graham Bailey chiamato Second Layer, orientato più verso l'elettronica.
Dei tre brani inseriti nell'EP, Physical World e Coldbeat  erano già state scritte in precedenza e registrate pure nelle sessioni domestiche del gruppo a casa Borland in estate, mentre Unwritten Law fu scritta nell'occasione e poi inserita anche nell'LP d'esordio, Jeopardy.

## Tracce
1. Coldbeat – 4:10
2. Physical World – 3:27
3. Unwritten Law – 3:40

L'EP è stato ristampato nel 2020 dalla Reminder Records.

## Formazione
- Adrian Borland - chitarra, voce
- Michael Dudley - batteria
- Graham Bailey - basso
- Bi Marshall - tastiere